# 克罗地亚农民党
克罗地亚农民党（縮寫為HSS）是克罗地亚的一个农业主义政党，于1904年12月22日由安东·拉迪奇和斯捷潘·拉迪奇成立，全名为克罗地亚人民农民党（HPSS）。安东·拉迪奇和斯捷潘·拉迪奇认为，在奥匈帝国内实现克罗地亚的自治地位是可能的，最终目标是改造奥匈帝国从二元帝国改成三元帝国，最终分为三个平等的王国--奥地利、匈牙利、与克罗地亚。1918年南斯拉夫王国成立后，该党要求新王国同意克罗地亚的自决与自治为基础，抵抗塞族霸权。这为他们在克罗地亚人之间赢得了支持，在1920年的议会选举中支持达到了顶峰，当时人民农民党赢得了分配给克罗地亚的所有的58个席位。